# Salsa Jeans
 (mars 2023).
 (juin 2022).
La mise en forme du texte ne suit pas les recommandations de Wikipédia : il faut le « wikifier ».
Les points d'amélioration suivants sont les cas les plus fréquents. Le détail des points à revoir est peut-être précisé sur la page de discussion.
- Les titres sont pré-formatés par le logiciel. Ils ne sont ni en capitales, ni en gras.
- Le texte ne doit pas être écrit en capitales (les noms de famille non plus), ni en gras, ni en italique, ni en « petit »…
- Le gras n'est utilisé que pour surligner le titre de l'article dans l'introduction, une seule fois.
- L'italique est rarement utilisé : mots en langue étrangère, titres d'œuvres, noms de bateaux, etc.
- Les citations ne sont pas en italique mais en corps de texte normal. Elles sont entourées par des guillemets français : « et ».
- Les listes à puces sont à éviter, des paragraphes rédigés étant largement préférés. Les tableaux sont à réserver à la présentation de données structurées (résultats, etc.).
- Les appels de note de bas de page (petits chiffres en exposant, introduits par l'outil «  Source ») sont à placer entre la fin de phrase et le point final[comme ça].
- Les liens internes (vers d'autres articles de Wikipédia) sont à choisir avec parcimonie. Créez des liens vers des articles approfondissant le sujet. Les termes génériques sans rapport avec le sujet sont à éviter, ainsi que les répétitions de liens vers un même terme.
- Les liens externes sont à placer uniquement dans une section « Liens externes », à la fin de l'article. Ces liens sont à choisir avec parcimonie suivant les règles définies. Si un lien sert de source à l'article, son insertion dans le texte est à faire par les notes de bas de page.
- La présentation des références doit suivre les conventions bibliographiques. Il est recommandé d'utiliser les modèles {{Ouvrage}}, {{Chapitre}}, {{Article}}, {{Lien web}} et/ou {{Bibliographie}}. Le mode d'édition visuel peut mettre en forme automatiquement les références.
- Insérer une infobox (cadre d'informations à droite) n'est pas obligatoire pour parachever la mise en page.

Pour une aide détaillée, merci de consulter Aide:Wikification.
Si vous pensez que ces points ont été résolus, vous pouvez retirer ce bandeau et améliorer la mise en forme d'un autre article.
Salsa est une marque portugaise spécialisée dans les vêtements en jean, fondée en 1994 à Vila Nova de Famalicão, Portugal. La marque est connue pour ses jeans « push-up » commercialisés à partir de 2007.

## Histoire
Le Groupe IVN (Irmãos Vila Nova) S.A. entre sur le marché textile en 1987, avec l'activité de lavage et teinture d'articles textiles. En 1990, il élargit son secteur d'activité avec l'implantation de la confection. La marque Salsa est créée en 1994, et ouvre sa première boutique à Porto en 1998, puis deux autres boutiques l'année suivante (Lisbonne et Braga). À partir de 2002, la marque commence à ouvrir des boutiques à l'international,. 
En avril 2008, Salsa devient la propriété majoritaire de Filipe Vila Nova, les autres frères ne détenant plus que 15 % du capital. En 2016, Sonae acquiert 50 % du capital de l'entreprise, consolidant l'opération en 2020 avec l'acquisition totale de la marque,.